# Alice Tissot
Alice Tissot, nata Alice Claire Marie Tissot (Parigi, 1º gennaio 1890 – Parigi, 5 maggio 1971), è stata un'attrice francese che lavorò nel cinema per quasi sessant'anni.

## Biografia
Nata a Parigi nel 1890, Alice Tissot iniziò a lavorare per il cinema nel 1907 alla Gaumont, debuttando nella commedia Le Récit du colonel dove venne diretta da Louis Feuillade. Con Feuillade, la giovane attrice recitò in numerosi film, entrando a far parte della squadra degli attori preferiti del regista. Nella sua lunga carriera ha partecipato ad oltre 300 pellicole, la maggior parte delle quali nel periodo del muto.
Continua a lavorare anche nel periodo del sonoro anche se con ruoli da caratterista, la sua ultima apparizione sullo schermo risale al 1962 nel film Il giorno più lungo. Muore nel 1971 a causa di un cancro alla laringe.

## Filmografia
- Le Récit du colonel, regia di Louis Feuillade (1907)
- Le Thé chez la concierge, regia di Louis Feuillade (1907)
- Poum à la chasse, regia di René Le Somptier (1908)
- L'Orpheline, regia di Louis Feuillade (1908)
- L'Innocent, regia di Louis Feuillade (1908)
- L'Incendiaire, regia di Louis Feuillade (1908)
- Le Tabac de grand-père, regia di Louis Feuillade (1908)
- Le Miracle des roses
- Le Devoir, regia di Louis Feuillade (1908)
- La Dévoyée, regia di Louis Feuillade (1908)
- Incognito
- La Légende de la fileuse, regia di Louis Feuillade (1908)
- Un premier amour, regia di Louis Feuillade (1909)
- Rayons et Ombres, regia di Louis Feuillade (1909)
- Pauvre Chiffonnier, regia di Louis Feuillade (1909)
- Loin du bagne, regia di Louis Feuillade (1909)
- L'Idée du pharmacien, regia di Louis Feuillade (1909)
- Le Voile des nymphes, regia di Louis Feuillade (1909)
- Les Deux Devoirs
- Le Mirage, regia di Louis Feuillade (1909)
- Le Mensonge de soeur Agnès, regia di Louis Feuillade (1909)
- Le Fou, regia di Louis Feuillade (1909)
- Le Docteur Carnaval
- Le Collier de la reine, regia di Louis Feuillade e Étienne Arnaud (1909)
- L'Aveugle de Jérusalem, regia di Louis Feuillade (1909)
- La Redingote, regia di Louis Feuillade (1909)
- La Lettre anonyme, regia di Louis Feuillade (1909)
- La Fiancée du batelier, regia di Louis Feuillade (1909)
- La Chasse au bois hanté, regia di Louis Feuillade (1909)
- La Bouée, regia di Louis Feuillade (1909)
- La Boîte de Pandore, regia di Louis Feuillade (1909)
- La culla galleggiante (La Berceuse), regia di Louis Feuillade (1909)
- La Bague, regia di Louis Feuillade (1909)
- Le Tricheur ou Le Grec, regia di Louis Feuillade (1910)
- Le Pater, regia di Louis Feuillade (1910)
- Le Miroir, regia di Louis Feuillade (1910)
- Le Lys d'or, regia di Louis Feuillade e Léonce Perret (1910)
- Le Festin de Balthazar, regia di Louis Feuillade (1910)
- La Mauvaise Nouvelle, regia di Louis Feuillade (1910)
- La fidanzata del volontario (La Fiancée du conscrit), regia di Louis Feuillade (1910)
- La Brouille, regia di Louis Feuillade (1910)
- Conscience de fou, regia di Louis Feuillade (1910)
- Le Mauvais hôte, regia di Louis Feuillade (1910)
- La Légende de Daphné, regia di Louis Feuillade (1910)
- Esther, regia di Louis Feuillade (1910)
- L'anno mille (L'An 1000), regia di Louis Feuillade (1910)
- Benvenuto Cellini, regia di Louis Feuillade (1910)
- L'Exode, regia di Louis Feuillade (1910)
- Le Roi de Thulé, regia di Louis Feuillade (1910)
- Mater dolorosa, regia di Louis Feuillade (1910)
- La Nativité, regia di Louis Feuillade (1910)
- 1814, regia di Louis Feuillade (1910)
- Verso l'ideale (Vers l'idéal), regia di Louis Feuillade (1911)
- Flora e Zeffiro (Flore et Zéphir), regia di Louis Feuillade (1911)
- André Chénier, regia di Étienne Arnaud e Louis Feuillade (1911)
- Le Bracelet de la marquise, regia di Louis Feuillade (1911)
- Amare, piangere, morire (Aimer, pleurer, mourir), regia di Léonce Perret (1915)
- La Fille bien gardée, regia di Louis Feuillade (1924)
- L'Orphelin de Paris (serial), regia di Louis Feuillade (1924)
- Lucette, regia di Maurice Champreux e Louis Feuillade (1924)
- Gribiche, regia di Jacques Feyder (1926)
- L'Affaire Blaireau, regia di Henry Wulschleger (1932)
- Al guinzaglio di Eva (Un fil à la patte), regia di Charles Anton (Karl Anton) (1933)
- Madame Bovary, regia di Jean Renoir (1933)
- Le champion de ces dames, regia di René Jayet (1935)
- Le due monelle di Parigi (les deux gamins de Paris), regia di René Hervil (1936)
- Coeur de gosse, regia di George Pallu (1938)
- Una parigina in provincia (Ces dames aux chapeaux verts), regia di Maurice Cloche (1937)
- Les chevaliers de la cloche, regia di René Le Hénaff (1938)
- La marraine du régiment, regia di Gabriel Rosca (1938)
- La maschera sul cuore (Le capitaine Fracasse), regia di Abel Gance (1943)
- Il quartiere dei lillà (Porte des Lilas), regia di René Clair (1957)
- Il giorno più lungo (The Longest Day), regia di Ken Annakin e Andrew Marton (1962)